# Valcău de Jos
Valcău de Jos is een Roemeense gemeente in het district Sălaj.
Valcău de Jos telt 3283 inwoners.